# Shag Rocks (Massachusetts)
|  | Per a altres significats, vegeu «Shag Rocks». |

Shag Rocks són unes roques ermes situades a 8 milles nàutiques de Custom House Tower de Boston, en la Boston Harbor Islands National Recreation Area i dins dels límits municipals de Boston. Les roques es troben al nord-est de Little Brewster Island i a l'est de Great Brewster Island i han estat l'escenari de diversos naufragis. El Far de Boston que es troba a Little Brewster Island avisa als mariners del perill de les roques. L'accés de les persones és impracticable.